# Akademie individuálních sportů Plzeňského kraje
Akademie individuálních sportů Plzeňského kraje (zkráceně AIS PK) je organizace založená v roce 2017, která podporuje mládežnické a juniorské závodníky individuálních sportů z Plzeňského kraje. Úzce spolupracuje se Sportovním gymnáziem Plzeň a s Plzeňským krajem.
Cílem akademie je navázat na úspěchy plzeňských sportovců v minulosti, například sportovní střelkyně Kateřiny Emmons. Z toho také vychází výběr podporovaných sportů, které jsou ve většině případů olympijské a mají v kraji svojí tradici. Podpora akademie je hlavně v poskytnutí tzv. tréninkové nástavby, jako například fyzioterapie, sportovního psychologa, výživového poradce a kondičního trenéra. Mimo to organizuje besedy se sportovní tematikou pro sportovce i trenéry.
V roce 2019 podporovala 52 sportovců v 17 sportech (alpské lyžování, atletika, badminton, box, cyklistika, golf, judo, lukostřelba, lyžování, plavání, rychlostní kanoistika, slalom na divoké vodě, sportovní střelba, stolní tenis, tenis, triatlon a zápas).
Mezi podporované sportovce patří například tenista Jonáš Forejtek, vodní slalomářka Antonie Galušková, golfistka Tereza Koželuhová, sportovní střelec Jakub Sochor nebo cyklistka Simona Spěšná, v minulosti to byla například atletka Kateřina Skypalová.
Partnery akademie jsou například Plzeňský kraj, Škoda, Metrostav, RAKO, Lékařská fakulta UK v Plzni a další.